# Meromorfní funkce
Meromorfní funkce je funkce, která je holomorfní na otevřené souvislé podmnožině komplexní roviny C (nebo na nějaké jiné souvislé Riemannově ploše) až na body v množině izolovaných pólů, což jsou dobře se chovající singularity (tj. singularity konečného řádu). Každá meromorfní funkce může být vyjádřena jako podíl dvou holomorfních funkcí (jmenovatel nesmí být identicky 0); póly se pak vyskytují v nulách jmenovatele.

## Příklady
Příklady meromorfních funkcí jsou všechny racionální funkce jako například f(z) = (z3 − 2z + 1)/(z5 + 3z − 1), dále funkce f(z) = exp(z)/z a f(z) = sin(z)/(z − 1)2 stejně jako gama funkce a Riemannova funkce zeta. Funkce f(z) = ln(z) a f(z) = exp(1/z) naproti tomu nejsou meromorfní.

## Vlastnosti
S použitím analytického prodloužení k eliminování odstranitelných singularit mohou být meromorfní funkce sčítány, odčítány, násobeny a podíl f/g existuje pokud g není identická 0. Meromorfní funkce tedy tvoří těleso.
V řeči Riemannových ploch jsou meromorfní funkce stejné jako holomorfní funkce, které zobrazují na Riemannovu sféru a které nejsou identicky ∞. Póly odpovídají těm komplexním číslům, které jsou zobrazeny na ∞.